# Smerinthus caeca
Smerinthus caeca är en fjärilsart som beskrevs av Tutt 1902. Smerinthus caeca ingår i släktet Smerinthus och familjen svärmare. Inga underarter finns listade i Catalogue of Life.